# フィリップ・ターナー
フィリップ・ウィリアム・ターナー（Philip William Turner、1925年12月3日 - 2006年1月）は、イギリスの作家である。代表作として、架空の街ダーンリー・ミルズ(Darnley Mills)を舞台にした冒険シリーズ、およびセプティムス・トレロア師(Reverend Septimus Treloar)に関する児童文学（ステファン・チャンスの筆名で執筆）がある。
映画監督の宮崎駿は、影響を受けた海外の児童文学作家としてエリナー・ファージョン、フィリッパ・ピアスと共にターナーの名前を挙げている。

## 経歴
1925年12月3日、カナダのブリティッシュコロンビア州にて、ケンブリッジシャーのピーターバラ出身のイギリス人の両親の間に誕生する。1926年にイギリスに移住。レスターシャーのヒンクリー・グラマースクール(Hinckley Grammar School)で学び、学校の休暇の間は祖父母のもとに滞在してイースト・アングリアの沼沢地帯(fen)を探検していた。1943年から1946年まではイギリス海軍予備員の海軍中尉兼機関兵として兵役に従事する。その後オックスフォード大学のウスター・カレッジにて勉学を再開し、1949年に卒業。1950年にはマーガレット・ダイアナ・サムソンと結婚し、二人の息子と一人の娘をもうけた。
1951年にイングランド国教会から牧師に任命され、リーズ、クローリーおよびノーサンプトンの教会に勤める。1960年代後半には、彼はイングランド中部地方のキリスト教系放送の会長、その直後にドロイッチ・スパー・ハイスクールの教師、イートン・カレッジの牧師およびウスターシャーのマルバーン・カレッジの非常勤講師となった。
1950年の半ばに宗教的な短編の執筆を始め、1964年には彼にとって初めての児童小説である、イングランド北東部の架空の街ダーンリー・ミルズを舞台とした「シェパートン大佐の時計」(Colonel Sheperton's Clock)が出版された。内容は脚の不自由な男の子の手術の話に少年たちの出会うミステリーを織り込んだものである。その後一作目の三人の主人公の更なる物語と、19世紀から第二次世界大戦に至るまでの郷土史を描いた四作の続編が書かれた。
1996年、ターナーは彼の二作目の小説である「ハイ・フォースの地主屋敷」(The Grange at High Force)によってカーネギー賞を受賞した。
彼はステファン・チャンスという筆名で青少年向けの本もいくつか執筆している。その一つであるThe Danedyke Mysteryは1979年にテレビドラマ化した。 
2006年の1月にガンによって死去。遺体はマルバーン・リンクの聖マティアス教会に埋葬された。

## 著作リスト

### イギリス
- Christ in the Concrete City, (London: S.P.C.K., 1956) - 演劇
- Cry Dawn in Dark Babylon, (London: S.P.C.K., 1959) - 劇的瞑想
- Tell it with Trumpets — Three experiments in drama and evangelism, (London: S.P.C.K., 1959)
- Casey — A dramatic meditation on the Passion, (London: S.P.C.K. 1962.
- The Christmas Story — A carol service for children, (London: Church Information Office, 1964)
- Colonel Sheperton's Clock1, (Oxford: University Press, 1964) - ダーンリー・ミルズの冒険シリーズ一作目
- Peter was his Nickname, (London: Waltham Forest Books, 1965) - 十二使徒の聖ペテロに関する作品
- The Grange at High Force2, (Oxford: University Press, 1965) ダーンリー・ミルズの冒険シリーズ二作目
- Sea Peril, (Oxford: University Press, 1966) - ダーンリー・ミルズの冒険シリーズ三作目
- Steam on the Line, (Oxford: University Press, 1968) - ダーンリー・ミルズの冒険シリーズ四作目
- War on the Darnel, (Oxford: University Press, 1969) - ダーンリー・ミルズの冒険シリーズ五作目
- Wigwig and Homer, (Oxford: University Press, 1969) - グラハム・ハンフリーズのイラストによる児童向け絵本
- Devil's Nob, (London: Hamilton, 1970) - ダーンリー・ミルズの冒険シリーズ六作目
- Powder Quay, (London: Hamilton, 1971) - ダーンリー・ミルズの冒険シリーズ七作目
- Septimus and the Danedyke Mystery, (London: Bodley Head, 1971) - ステファン・チャンスとして
- Septimus and the Minster Ghost, (London: Bodley Head, 1972) - ステファン・チャンスとして
- Dunkirk Summer, (London: Hamilton, 1973) - ダーンリー・ミルズの冒険シリーズ八作目
- Septimus and the Stone of Offering, (London: Bodley Head, 1976) - ステファン・チャンスとして
- Skull Island, (London: Dent, 1977) - ダーンリー・ミルズの冒険シリーズ九作目
- Septimus and the Spy Ring, (London: Bodley Head, 1979) - ステファン・チャンスとして
- Rookoo and Bree, (London: J.M. Dent & Sons, 1979) - テリー・ライリーのイラストによる児童向け絵本
- Decision in the Dark – Tales of Mystery, (London: J.M. Dent & Sons, 1978)
- The Good Shepherd (1986) - 井口文秀のイラストによる
- Three one act plays (1987)
- The Candlemass Treasure, (London: Lutterworth, 1988)
- The Bible story (1989)

### 邦訳
- シェパートン大佐の時計（1968年、岩波書店）
- ハイ・フォースの地主屋敷（1969年、岩波書店）
- シー・ペリル号の冒険（1976年、岩波書店）
- 聖書物語 オックスフォード版（1981年、小学館）
- こどものための聖書物語（1982年、小学館）